# Glory Bells
Glory Bells (eller Glory Bell's Band), var en svensk rockgrupp från Stockholm.
Första LP:n Dressed in Black, som gavs ut under namnet Glory Bell's Band, släpptes 1982. Efter andra albumet (då namnet förkortats till Glory Bells), Century Rendez-vous (1984), splittrades bandet. Sångaren Göran Nord bildade bandet Glory North, vilket dock splittrades efter att ha spelat in ett album som inte släpptes, då skivbolaget gick omkull. Gitarristen Franco Santunione skulle senare gå med i Electric Boys och trummisen Peter Udd gjorde en del inspelningar med Yngwie Malmsteen.

## Diskografi
Studioalbum
- 1982 – Dressed in Black
- 1984 – Century Rendez-vous